# Corothamnus procumbens
Corothamnus procumbens là một loài thực vật có hoa trong họ Đậu. Loài này được (Waldst. & Kit. ex Willd.) C. Presl mô tả khoa học đầu tiên.